# أركاري أخضر
أركاري أخضر أو برزبان أخضر (الاسم العلمي: Pteroglossus viridis) (بالإنجليزية: Green Aracari)‏ هو نوع من الطيور يتبع جنس الأركاري من الفصيلة الطوقانية.